# Капустино (Костромская область)
Капустино — упразднённая деревня в Чухломском районе Костромской области России. Входила в состав Петровского сельского поселения, Исключена из учётных данных в 2024 году.

## География
Находится в северной части Костромской области на расстоянии приблизительно 19 км на восток-юго-восток по прямой от города Чухлома, административного центра района.

## История
В 1872 году здесь было учтено 13 дворов, в 1907 году —17.

## Население
| 2008 | 2010 | 2014 |
| ---- | ---- | ---- |
| 0    | →0   | →0   |

Постоянное население составляло 89 человек (1872 год), 79 (1897), 76 (1907), 0 как в 2002 году, так и в 2022.